# Kazuma Shiina
Kazuma Shiina (født 26. august 1986) er en japansk fodboldspiller, som spiller for den japanske fodboldklub Fagiano Okayama.